# سكوت سندرلاند
سكوت سندرلاند (بالإنجليزية: Scott Sunderland)‏ ولد بتاريخ 28 نوفمبر 1966 في نيوساوث ويلز، أستراليا، هو دراج أسترالي سابق.

## روابط خارجية
- سكوت سندرلاند على موقع الاتحاد الدولي للدراجات (الإنجليزية)
- سكوت سندرلاند على موقع أرشيف الدراجات (الإنجليزية)
- سكوت سندرلاند على موقع إحصائيات الدراجات الإحترافية (الإنجليزية)
- سكوت سندرلاند على موقع نسبة الدراجات (الإنجليزية)
- سكوت سندرلاند على موقع CycleBase (الإنجليزية)